# AMD
AMD (скраћеница од енглеског Advanced Micro Devices = „Напредни микроуређаји“) је произвођач електронике са седиштем у Калифорнији, САД. AMD је други по величини снабдевач микропроцесора заснованих на  архитектури (након Интела) и водећи снабдевач флеш меморија. У 2007. години AMD је био једанаести по приходу међу произвођачима полупроводника. Основан је 1969. од стране групе директора компаније Ферчајлд семикондактор.
AMD је данас једна од 20 водећих компанија на пољу полупроводника. Најпознатији је по серијама процесора Атлон, Оптерон, Турион 64, Семпрон и Дурон, као и по Радеон графичким картицама.

## Историја
је почео 1969. године као произвођач логичких чипова, а 1975. године је почео са производњом RAM-a. Исте године је увео обрнутог клона микропроцесора Интел 8080. Током овог периода, AMD је такође дизајнирао и произвео серије елементала за процесоре „бит-слајс“ (Am2900, Am29116, Am293xx) коришћеним у различитим дизајнима минирачунара.
Током овог периода, AMD је покушао да ухвати корак са надолазећим заокретом ка RISC процесорима избацивши на тржиште сопствени процесор AMD 29K, уз унапређење графике и звука као и EPROM. Средином осамдесетих су остварили одређени успех са FSK модемом AMD-7910, једним од првих мултистандардних уређаја који су покривали и CCITT и Белове тонове на брзинама до 1200 бода у несимултаној или 300/300 бода у симултаној двосмерној линији. Иако је AMD 29K преживео као уграђени процесор, а изданак AMD компаније Спенжен је и даље водила на тржишту као главни произвођач флеш меморије, у другим областима AMD није био исте среће. Одлучио је да промени тактику и да се сконцентрише само на микропроцесоре и флеш меморију који би били компатибилни са Интелом. Овим су постали директна конкуренција Интелу са својим микропроцесорима компатибилним са x86 и са флеш меморијом, те избили на друго место на тржишту.

### Парничење са Интелом
има дугу историју парничења са бившим партнером и творцем x86, Интелом.
- Године 1986, Интел је раскинуо уговор који је имао са AMD-om, а који је AMD-у дозвољавао производњу Интелових IBM микрочипова. AMD је тражио арбитражу 1987, на којој је 1992. године, одлука донесена у корист AMD. Интел је уложио жалбу, и случај је завршио на Врховном суду Калифорније. Године 1994. овај суд је потврдио одлуку арбитражног суда и пресудио наплату пенала због кршења уговора.
- Године 1990, Интел је опет поднео тужбу за кршење ауторских права наводећи илегалну употребу својих микрокодова 287. Случај је завршен 1994. године са пресудом да AMD има право да користи Интелов микрокод у својим микропроцесорима у генерацији 486.
- Године 1997, Интел је опет тужио AMD и Cyrix Corp. због злоупотребе термина MMX. AMD и Интел су овај спор решиле договором, тиме што је AMD признао MMX као марку која је власништво Интела, а Интел је заузврат дао AMD права да избаци на тржиште AMD К6 MMX процесор.
- Године 2005, након истраге, јапанска државна тржишна инспекција је прогласила Интел кривим за разне преступе. Дана 27. јуна 2005, AMD је добио парницу против Интела за нелојалну конкуренцију у Јапану, а истог дана је поднео исту тужбу против Интела у Делаверу, САД. У тужби се наводи систематско враћање новца, посебни попусти, претње и други начини које је Интел користио како би уклонио AMD процесоре са глобалног тржишта. Од почетка ове акције, AMD је издао позиве на суд свим великим произвођачима компјутерске опреме укључујући Дел, Мајкрософт, IBM, Хјулит пакард, Сони, Тошиба.

## AMD x86 микропроцесори

### Повучени модели

#### 8086, 80286, 80386,486
У фебруару 1982, AMD је потписао уговор са Интелом и добио лиценцу да буде други произвођач процесора 8086 и 8088. IBM је желео да користи Интелов процесор 8088 у свом IBM PC, али је његова политика у то време захтевала најмање два извора за своје чипове. AMD је касније под истим аранжманом производио процесоре 80286, али је Интел раскинуо уговор 1986. и одбио да саопшти техничке детаље о новом процесору 80386. Растућа популарност клонова PC-ја је значила да Интел може да производи више процесора под својим условима, а не према условима IBM-а.
AMD је оспорио Интелову одлуку да раскине уговор и победио је на суду, али је Интел оспорио ту одлуку. У дугој расправи која је уследила, а која се завршила 1994. када је Врховни суд Калифорније пресудио у корист AMD-а и натерао Интел да плати милијарду долара на име одштете због кршења уговора. Накнадне правне расправе су се усредсредиле на то да ли AMD има законско право да користи деривате Интеловог микрокода. Поједине одлуке су ишле у корист обе стране. Суочен са неизвесношћу, AMD је био приморан да развије своју верзију Интеловог кода. У овом поступку, један тим инжењера је описао функцију кода, а други тим је морао сам, без приступа изворном коду, да развије микрокод који је имао исту функционалност.
AMD је 1991. избацио Am386, свој клон Интеловог процесора 80386. Било је потребно мање од годину дана да AMD прода милион примерака. AMD's 386DX-40 је био врло популаран код мањих, независних произвођача рачунара. Процесор Am386 је 1993. наследио процесор Am486. Оба процесора су се продавала по значајно нижој цени од Интелових верзија. Am486 је користио велико број произвођача готових рачунара, укључујући и Компак, и показао се врло популарним. Али како се скратио циклус коришћења производа у индустрији персоналних рачунара, инверзно пројектовање Интелових производа је постала све неисплативија стратегија за AMD, пошто је то значило да ће њихова технологија увек бити иза Интелове. Зато су почели са развијањем сопственог процесора.

#### K5
Први потпуно AMD-ов x86 процесор је био K5 који је избачен 1995. Планирано је да се такмичи директно са Интеловим процесором Pentium, који је произведен 1993. Међутим, овај процесор је имао више заједничког са процесорима Pentium Pro и Сајриксовим 6x86, који су декодовали x86 инструкције у микрооперације и извршавали их у RISC језгру. Неки од ових чипова су продавани под показатељем перформанси, што је узнемирило неке купце и довело до критика.
K5 је патио од неколико проблема. Мада је јединица за рад са покретним зарезом имала боље перформансе него она код Сајриксовог 6x86, оне су и даље биле ниже него перформансе Pentium-а. Иако је K5 био добра понуда у поређењу са класичним Pentium-ом, са модерним особинама као што су прекоредно извршавање и RISC језгро са микрооперацијама, AMD-ова процесорска технологија је заостајала за Интеловом. Ово је било због чињенице да AMD као компанија није поседовала исту зрелост у развоја микропроцесора као Интел, па су пробијени многи рокови а недостајало је и произвођачко искуство у скалирању дизајна.

#### NexGen / K6
AMD је 1996. купио компанију НекстГен због права на њихову Nx серију x86 компатибилних процесора. AMD је оставио пројектантском тиму НекстГена њихову зграду и пружио им време и новац да прераде процесор Nx686. Резултат је био K6 процесор, који је представљен 1997. 
Редизајн је укључивао механизам за динамичко преслагање инструкција, MMX инструкције и јединицу за рад са покретним зарезом. Процесор је био компатибилан са Интеловим процесором Пентијум, што му је помогло да буде коришћен у бројним матичним плочама за подножје Socket 7. Као и Nx686 и Nx586 пре њега, K6 је преводио x86 инструкције у RISC-олике микроинструкције. Следеће године, AMD је представио процесор K6-2 који је додао сет мултимедијалних инструкција са покретним зарезом под именом 3DNow!, која је претходила Интеловим SSE инструкцијама, као и новом стандарду подножја под именом Super Socket 7, који је повећао фреквенцију главне магистрале са 66 на 100 MHz.
У јануару 1999, коначна итерација серије K6-x, K6-III на 450 MHz, је био веома компетитиван са најбољим Интеловим чиповима. Овај чип је у основи био K6-2 са 256 KB брзог кеша другог нивоа интегрисаног у јегро и са бољом јединица за предвиђање гранања. И док је он био уједначен (углавном бољи) са Пентијумом II/III у операцијама са целим бројевима, јединица за рад са покретним зарезом је била серијска без пајплајнова и зато је заостајала за Интеловом архитектуром јединице за рад са покретним зарезом. Иако је 3DNow! могао теоретски да компензује ову слабост, користило га је само неколико произвођача игара, а најпознатији изузетак је био Quake II. AMD K6-III је био јединствен по томе што је био један од првих процесора са три нивоа кеш меморије. Претходник K6-2 је користио кеш меморију матичне плоче. Увођењем кеш меморије у саставу процесора, AMD је дизајнирао K6-III да припоји кеш матичне плоче да превазиђе L1, L2 и L3 кеш.
Укупно гледајући, K6 је била јака архитектура, али је имала неколико проблема. Фирма је још увек била релативно нова у производњи својих процесора. Затим ту су били проблеми око доступности због проблема током производње. Даље, пошто су због формата Super Socket 7 одступале од званичне Интелове спецификације матичних плоча, матичне плоче које су радиле са K6 процесорима су биле различитог степена квалитета, посебно у погледу имплементације AGP спецификације за графичке картице.
K6 се показао популарним код купаца, посебно на тржиштима изван Северне Америке, пошто је нудио добре перформансе по сразмерно ниској цени. Због политике великих купаца, проблеми око платформе су спречили AMD да постане велики играч на корпоративном тржишту. Такође, Интел је на ниже AMD-ове цене одговорио са фамилијом процесора Целерон (Celeron), коју су чиниле ослабљене верзије процесора Пентијум. Мада Целерони нису били популарни онолико колико је Интел очекивао, њихова доступност је отежала AMD-у да одржи да одржи профит од продаје процесора у пристојним оквирима.

#### Athlon / K7
Оснивач и извршни директор AMD-а Џери Сандерс је развио стратешка партнерства да би побољшао присуство AMD-а на тржишту персоналних рачунара засновано на успеху K6 архитектуре. Једно од већих партнерстава објављено 1998. је удружило AMD са Моторолом, гигантом у индустрији полупроводника. У саопштењу Сандерс је означио партнерство као стварање виртуелне гориле која ће омогућити AMD-у да се такмичи са Интелом у погледу капацитета за производњу, док ће то смањити AMD-ове финансијске издатке за нове фабрике.
Ово партнерство је такође омогућило заједничко развијање полупроводниче технологије засноване на бакарним водовима, што ће постати камен-темељац процеса производње K7 процесора.
У августу 1999, AMD је представио процесор Athlon (K7). Развојни тим је водио Дирк Мејер, један од главних инжењера пројекта DEC Alpha. Џери Сандерс је ангажовао многе људе из инжињерског тима да раде за AMD, обзиром да је DEC запоставио пројекат и тиме довео скоро потпуно нову екипу инжењера стручњака. Баланс пројектантском тиму Athlona су чинили ветерани развоја архитектура AMD K5 и K6.
Athlon је имао потпуно нову микроархитектуру, потпомогнуту моћном јединицом за рад са покретним зарезом. Нови процесор је покушао да смањи број „уских грла“ који су за AMD били саставни део Интеловог P6 дизапроцесорскојјна. Athlon је имао већу просечан проток наредби по такту. Повећан проток у односу на P6 је био могућ пошто су нови процеси производње дозвољавали повећање густине транзистора у Athlon процесорима. Рани примерци овог процесора су имали проблеме при предвиђању гранања и ниже радне фреквенције. Финални чипови су поправили ове раније пропусте и понудили перформансе боље од Интелове архитектуре.
Интел је одмах извршио скоро комплетан редизајн P6 језгра, да би елиминисао застоје у протоку који су смањивали његове перформансе. Резултат је био Coppermine серија. Међутим, изненадна ревизија и потреба за осавремењавањем опреме за израду процесора је вршила притисак на Интелове фабрике. Доступност Coppermine чипова је у раној фази била ограничена и није задовољила тражњу.
Радећи заједно са Моторолом, AMD је успео да усаврши израду бакарних веза до производне фазе скоро годину дана пре Интела. Измењени процес је дозвољавао израду процесора чији су бакарни водови на чипу били ширине 180 nm. Пратеће смањење језгра је резултовало смањењем потрошње енергије, што је омогућило AMD-у да повећа фреквенцију Athlon-а преко 1 GHz.. AMD је установио да је нови процес израде процесора превазишао очекивања, те се у марту 2000. испоручили велику количину брзих процесора. Интел је представио Pentium на 1 GHz пар дана после AMD-а, али није могао да неколико месеци да обезбеди довољну количину процесора. Интелов покушај да прескочи AMD са процесором Pentium III 1,13 GHz резултовао је производом који је поуздано радио само на одређеним матичним плочама и био је предмет критике. Чип је повучен са тржишта, а био је уграђен само у шачицу OEM система. Унапређени дизајн чипа није представљен све до 2001. 
AMD је наставио да конкурише Интелу са ниским ценама са K6. Такође, AMD је процесором Duron постигао признање за производ у класи односа цена/квалитет у водећим медијима у струци.
Континуиран успех Athlon процесора је био ометен када је Интел представио процесор Pentium 4. Иако је Athlon био способан за много веће фреквенције од Pentium 3 линије, нова Netburst архитектура Pentium 4 процесора је била пројектована да ради на вишим фреквенцијама које су могле да стигну и престигну фреквенције Athlon линије. Немоћан да се такмичи са сировом брзином коју је пружао Pentium 4, AMD се вратио означавању по перформансама, за коју се веровало да представља фреквенцију (у мегахерцима) еквивалентног Pentium 4 процесора, али AMD ово није никада потврдио.

### Актуелни и будући модели

#### AMD64 / K8
K8 је велика ревизија K7 архитектуре, а најзначајније унапређење је додавање 64-битних екстензија на x86 скуп инструкција (званично назван AMD64, је имплементација x86-64), уградња меморијског контролера на сам процесор и имплементација изузетно брзе магистрале назване HyperTransport. Opteron, представљен 22. априла, 2003, је био први продукт ове архитектуре. Њега је пратио Athlon 64 23. септембра 2003.
Спорно је да ли је 64-битна архитектура у време свог изласка била потребна најширем броју корисника. Међутим, чињеница да је ова архитектура понудила високе перформансе за 32-битне апликације ју је учинила корисном за кућне кориснике. Она је толико била популарна, да су стандард AMD64 усвојили Мајкрософт и Сан Мајкросистемс и брзо подржале GNU/Linux и BSD заједнице. Ово је ставило Интел у позицију у којој су били принуђени да лиценцирају x86-64 проширења за своје 64-битне (званично названи Intel 64) процесоре.
Архитектура K8 се продавала под многим именима, у зависности од циљаног крајњег корисника: Athlon 64 (и FX), Opteron, Turion 64 и неки Sempron процесори су засновани на K8 архитектури. Opteron је серверска верзија K8 архитектуре. AMD је пројектовао Opteron да се такмичи против Интелове IA-64 Itanium архитектуре, али је неуспех пројекта IA-64 повећао количину проданих процесора значи да се Opteron сада такмичи са Интеловим AMD64-компатибилниом Xeon серијом процесора.

##### Двојезгарни процесори
AMD је представио двојезгарни x86 серверски чип 21. априла 2005. године. Почетно издање су пратили Opteron 865, 870, 875, 880 и 885 процесори, а серија 200 за двојезгарне системе је ускоро следила. Прва фамилија двојезгарних десктоп процесора, Athlon 64 X2, је дошла месец дана касније. Скоро годину дана касније, AMD је избацио штедљиве Athlon 64 X2 процесоре, који су трошили мање енергије, од којих је наслабији модел 3800+ трошио 35W, а максимум је био 65W за моделе 4800+ и 4400+. Ова серија се разликује од првог Интеловог (Pentium D) двојезгарног дизајна, пошто су два језгра била постављена у један чип, а не као два чипа у једном паковању. Интелов метод са Pentium D процесором може имати теоретске предности, али губе део перформанси пошто се комуникација између процесора обавља преко екстерних контаката, а не интерно.
Ови процесори су побољшали перформансе оригиналног процесора Athlon 64, посебно у програмима који су захтевали више процесора. Укупно побољшање које је донео основни Athlon 64 X2 чип (Athlon 64 X2 3800+) над најбржим једнојезгарним Athlon 64 чипом (Athlon 64 3800+) је било приближно 10%. Однос између потоњег и најбржег Athlon 64 X2 5000+ процесора је био скоро 40%. Интел је представио свој Core 2 Duo процесор годину дана касније, који је, попут процесора Athlon 64 X2, донео два језгра на једном чипу.

##### 
Да би се носио са Интеловом предношћу у ширини меморијског опсега, AMD је представио ново подножје које је назвао Socket AM2. Процесори који користе Socket AM2 користе DDR2 меморију уместо претходне DDR меморије коришћене у старијим Socket 754 и Socket 939 компатибилним процесорима. Иако и AM2 и оригинални 940-пинска Athlon 64/Opteron подножја имају исти број ножица, њихов размештај је другачији, тако да чипови нису компатибилни. Тестови су показали занемарљиво повећање перформанси од подножја Socket 939 до AM2.

#### Четворојезгарни процесори
Четворојезгарна архитектура, такође позната под именом "AMD K10" је најновија AMD-ова микроархитектура. AMD K10 микроархитектура је директни наследник AMD K8 микроархитектуре а представљена је 10. септембра 2007. серијом од 9 четворојезгарних Opteron процесора треће генерације. K10 процесори долазе у једно, дво, тро и четворојезгарној верзији са свим језгрима на једном чипу.

#### 
Након спајања AMD-а и ATI-ја, објављена је иницијатива под шифрованим именом Fusion која ће спојити централни и графички процесор на једном чипу, укључујући 20 PCI Express линија да би се направило места за спољашње PCI Express периферије и тиме би се уклонила потреба за северни мостом, чипом на матичној плочи. Очекује се да ће Fusion бити представљен крајем 2008. или почетком 2009. године.

## Флеш меморија
је највећи светски произвођач флеш меморије. Заједно са компанијом Фуџицу 1993. основана је компанија ФАСЛ са производним погонима у Јапану. Касније је прерасла у ФАСЛ ЛЛД. AMD више зарађује на флеш чиповима него на микропроцесорима.

## Производња
Главни погон за производњу AMD микропроцесора је у Дрездену у Немачкој. Остатак производње одвија се на Тајвану по лиценци. У периоду између 2003. и 2005. проширени су погони у Дрездену (технологија плочица од 300mm) и компанија је повећањем производње постала конкурентнија Интелу.
Као резултат експанзивне политике основан је и истраживачки центар у Бангалору у Индији (AMD India Engineering Centre Private Limited) површине 3500 m².
Најмоћнији процесор са два језгра који AMD тренутно нуди (2006) је AMD 64 FX-62 који ради на 2.8GHz и има 2 x 1MB кеш меморије, са ценом од око 1032 америчких долара долара.